# Nantan, Kyōto
Nantan (南丹市 Nantan-shi) là một thành phố thuộc phủ Kyōto, Nhật Bản.